# Marguerite Dussauchoy
Marguerite Dussauchoy, dite Maggy Dussauchoy, née Marguerite Barbier, le 5 janvier 1924 à Varzy, dans la Nièvre, et morte le 27 août 2012 à Neuville-sur-Saône, dans le Rhône, est une comédienne française (intermittente du spectacle), ayant effectué beaucoup de figurations au cinéma, à la télévision et au théâtre.

## Biographie
Maggy Dussauchoy est devenue célèbre en interprétant l’un des personnages les plus emblématiques des campagnes publicitaires de Lustucru, au cours des années 1994 à 1998.
En effet, elle a joué le rôle de Germaine dans une série de spots publicitaires pour les pâtes Lustucru débutée en 1979, dont Germaine chez les martiens,  réalisé en 1984 par Étienne Chatiliez et nommé aux César du cinéma, le rôle étant alors tenu par l’actrice Maryse Martin (décédée la même année) dont la réplique « Pas d’œufs fêlés chez Lustucru » a marqué les mémoires .
C’est à partir de 1994 que Maggy Dussauchoy, choisie parmi 140 candidates, succède à Maryse Martin et joue à son tour avec succès, le rôle d’une Germaine qui célèbre aux côtés de Maître Capello les qualités des pâtes Lustucru, « sans raconter de carabistouille » jure-t-elle en roulant les « R ». Elle tourne plusieurs autres spots publicitaires Lustucru avec Lionel Pioline, le champion du monde de trampoline, où elle joue du piano sur un camion ou bien regarde la télévision en s’exclamant « Oh ! Poteau ! ».
En 1997, Lustucru s’associe avec ASO, la société organisatrice du Tour de France : la marque Lustucru fait partie de la caravane du Tour. Au printemps 1998, elle tourne en Espagne un spot avec Richard Virenque, destiné au Tour de France 1998. La marque interrompt brutalement sa campagne le 14 juillet après l’étape de Brive-la-Gaillarde, lorsque l’équipe cycliste Festina décide de quitter le Tour à la suite d'une affaire de dopage.

### L’erreur des médias
Les 29 et 30 août 2012, la quasi-totalité des médias annoncent la mort de Maggy Dussauchoy et confondent les deux interprètes de Germaine dans leurs commentaires, qu’ils illustrent par des images du film d’Étienne Chatiliez mettant en scène Maryse Martin et non Maggy Dussauchoy,.
On peut voir successivement le visage des deux comédiennes dans le reportage du 11 mai 2009 consacré à la saga Lustucru et diffusé par Culture Pub et dans les deux vidéos publiées par Le parisien.fr, le 30 août 2012.

## Filmographie

### Cinéma
- 1999 : Les Enfants du marais de Jean Becker.
- 1996 : L'Élève de Olivier Schatzky.
- 1996 : Mon homme de Bertrand Blier, la boulangère.
- 1994 : Le Cri du cœur d’Idrissa Ouedraogo.
- 1994 : À quoi ça rime court métrage de Smaïn
- 1993 : Dieu que les femmes sont amoureuses de Magali Clément, une invitée.
- 1992 : À la vitesse d'un cheval au galop de Fabien Onteniente, Marthe Lesueur.
- 1992 : La soif de l'or de Gérard Oury.
- 1992 : Un crime de Jacques Deray, une femme au tribunal.
- 1992 : Siméon (film) de Euzhan Palcy.
- 1991 : 588, rue Paradis de Henri Verneuil.
- 1991 : Au pays des Juliets de Mehdi Charef.
- 1989 : Vanille fraise de Gérard Oury.
- 1988 : Hiver 54, l'abbé Pierre  de Denis Amar.

### Télévision
- 1989 : Le roi mystère de Paul Planchon.
- 1989 : La goutte d'or de Marcel Bluwal.
- 1988 : L'étrange histoire d'Émilie Albert de Claude Boissol.
- 1986 : Le cri de la chouette adapté par Jean-Louis Curtis  d’après le roman d'Hervé Bazin.
- 1984 : Le collier de Velours de Jean Sagols.
- 1983 : Les idées fausses d’Éric Le Hung.
- 1980 : La Sourde oreille, téléfilm. de Michel Polac.
- 1980 : Notre bien chère disparue, d’Alain Boudet.
- 1979 : Simon, la royauté du vent de Paul Planchon.

## Théâtre
- 1989 : Quand le tigre jongle de D-C. Poyet.
- 1988 : Strip Strip Hourrah de Christian Capezonne.
- 1983 : Roméo et Juliette de Jean-Paul Lucet.
- 1978 : Les amants puérils de Gilles Chavassieux.